# アルムンジャ
アルムンジャ（イタリア語: Armungia）は、イタリア共和国サルデーニャ州南サルデーニャ県にある、人口約500人の基礎自治体（コムーネ）。

## 地理

### 位置・広がり

#### 隣接コムーネ
隣接するコムーネは以下の通り。
- バッラーオ
- サン・ニコロ・ジェッレーイ
- ヴィッラプッツ
- ヴィッラサルト